# Thalera fimbrialis
Thalera fimbrialis, là một loài bướm đêm thuộc họ Geometridae. Nó được tìm thấy ở châu Âu và châu Á tới khu vực xung quanh sông Amur.
Sải cánh dài 25–30 mm. Con trưởng thành bay từ tháng 6 đến tháng 8 tùy theo địa điểm.
Ấu trùng ăn nhiều loài cây gỗ và cây thân thảo khác nhau như Erica, Calluna và Tormentil.

## Hình ảnh